# (30307) Marcelriesz
(30307) Marcelriesz est un astéroïde de la ceinture principale.

## Description
(30307) Marcelriesz est un astéroïde de la ceinture principale. Il fut découvert le 2 mai 2000 à Prescott (Arizona) par Paul G. Comba. Il présente une orbite caractérisée par un demi-grand axe de 3,03 UA, une excentricité de 0,02 et une inclinaison de 9,9° par rapport à l'écliptique.

## Compléments